# QPDF
QPDF — свободная библиотека и утилита командной строки для преобразования PDF документов. Позволяет гибко создавать, конкатенировать, поворачивать, масштабировать, разделять, шифровать и линеаризовывать документы для онлайн-просмотра. Имеет встроенный валидатор. QPDF зависит от минимума внешних библиотек zlib, libjpeg-turbo и криптопровайдера операционной системы.
Сборки для Windows доступны в репозиториях msys2, cygwin, chocolatey (собрано через 
MinGW). Для Linux существует AppImage.